# نمر مبتسم
النمرالمبتسم (بالإنجليزية: Balam = Quitze) هو الإنسام الأول في أساطير الملايو، ثم تلاه Noctuinal أي النمر الليلي و«الاسم الشهيره» وأخيرا نمر القمر. وكان هؤلا الأربعة الجدود الأول لبعض القبائل، فأمدوهم بالمهارات والمعارف: الأول اعطى الناس النار التي أخذها من الإله توهيل Toil... الخ وبعد أن أتم الأربعة مهمتهم في تعليم الناس هجروا البلاد واختفوا في الجبل.